# Uudenmaankatu (Helsinki)
Pour les articles homonymes, voir Uudenmaankatu.
Uudenmaankatu est une rue de Kamppi et Punavuori à Helsinki en Finlande.

## Description
Uudenmaankatu est une rue d'environ 800 mètres de long au cœur d' Helsinki.
Elle mène d'Erottajankatu de la bordure nord du parc Kolmikulma jusqu'au parc Sinebrychoff.
Le tunnel de circulation qui passe sous le parc relie Uudenmaankatu et la rue Mallaskatu, qui mène de Hietalahdenranta à l'embouchure du tunnel .
Uudenmaankatu est à sens unique d'ouest en est, à l'exception de sa partie à l'est du parc Kolmikulma.
C'était autrefois une rue latérale calme, mais lorsque le tunnel a été achevé à son extrémité ouest en 1969, elle est devenue une partie d'une voie de circulation très fréquentée qui mène de la Länsiväylä au centre-ville d'Helsinki.
Auparavant, la principale voie de circulation était Bulevardi.
Dans la direction opposée, le trafic emprunte Lönnrotinkatu vers le nord,.

## Bâtiments
| No | Bâtiment   | Image | Architecte                  | Réf.  |
| -- | ---------- | ----- | --------------------------- | ----- |
| 1  | Kaleva     |       | Theodor Höijer              |       |
| 10 | Otava      |       | Karl Lindahl Valter Thomé   | [ 4 ] |
| 14 |            |       |                             |       |
| 17 |            |       |                             |       |
| 20 | Islam Talo |       | Armas Lahtinen              | [ 5 ] |
| 25 |            |       | Lars Sonck Onni Tarjanne    |       |
| 32 |            |       | Grahn, Hedman & Wasastjerna |       |
| 38 |            |       |                             | [ 6 ] |

## Rues croisant Uudenmaankatu
- Erottajankatu
- Yrjönkatu
- Annankatu
- Fredrikinkatu
- Albertinkatu
- Sinebrychoffinkatu

## Galerie

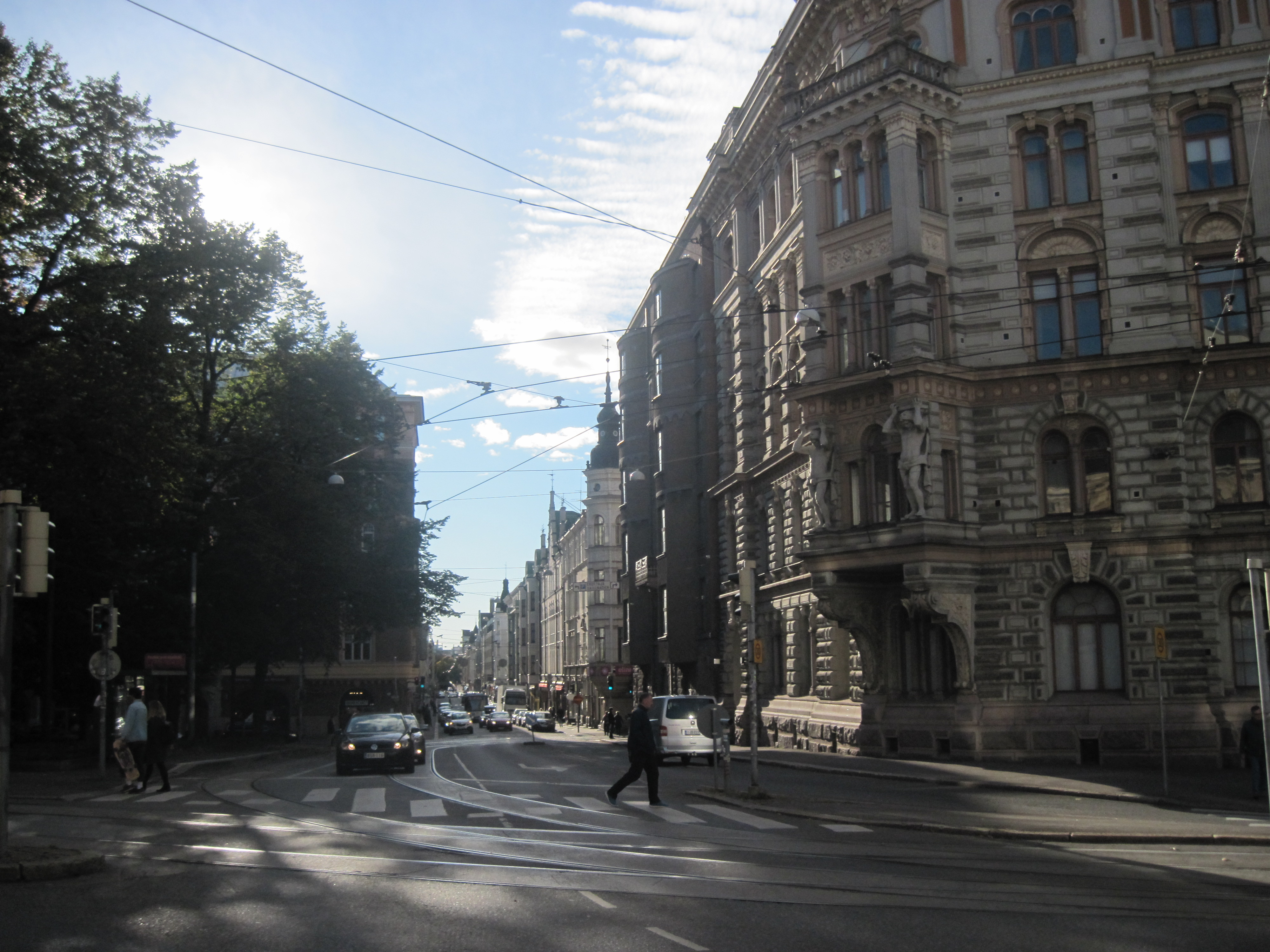
Uudenmaankatu vue d'Ouest en Est
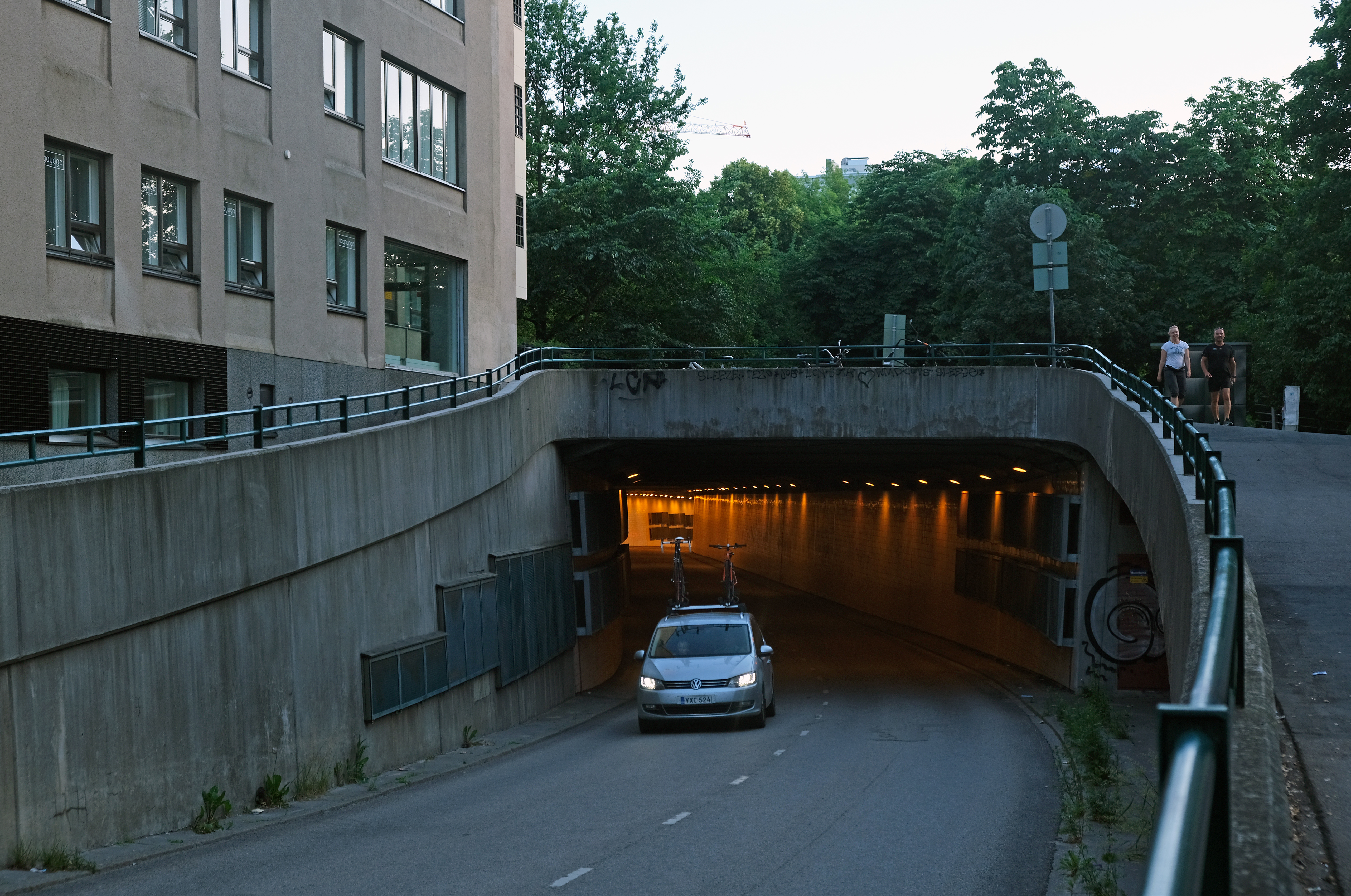
L'entrée du tunnel,côté Uudenmaankatu.
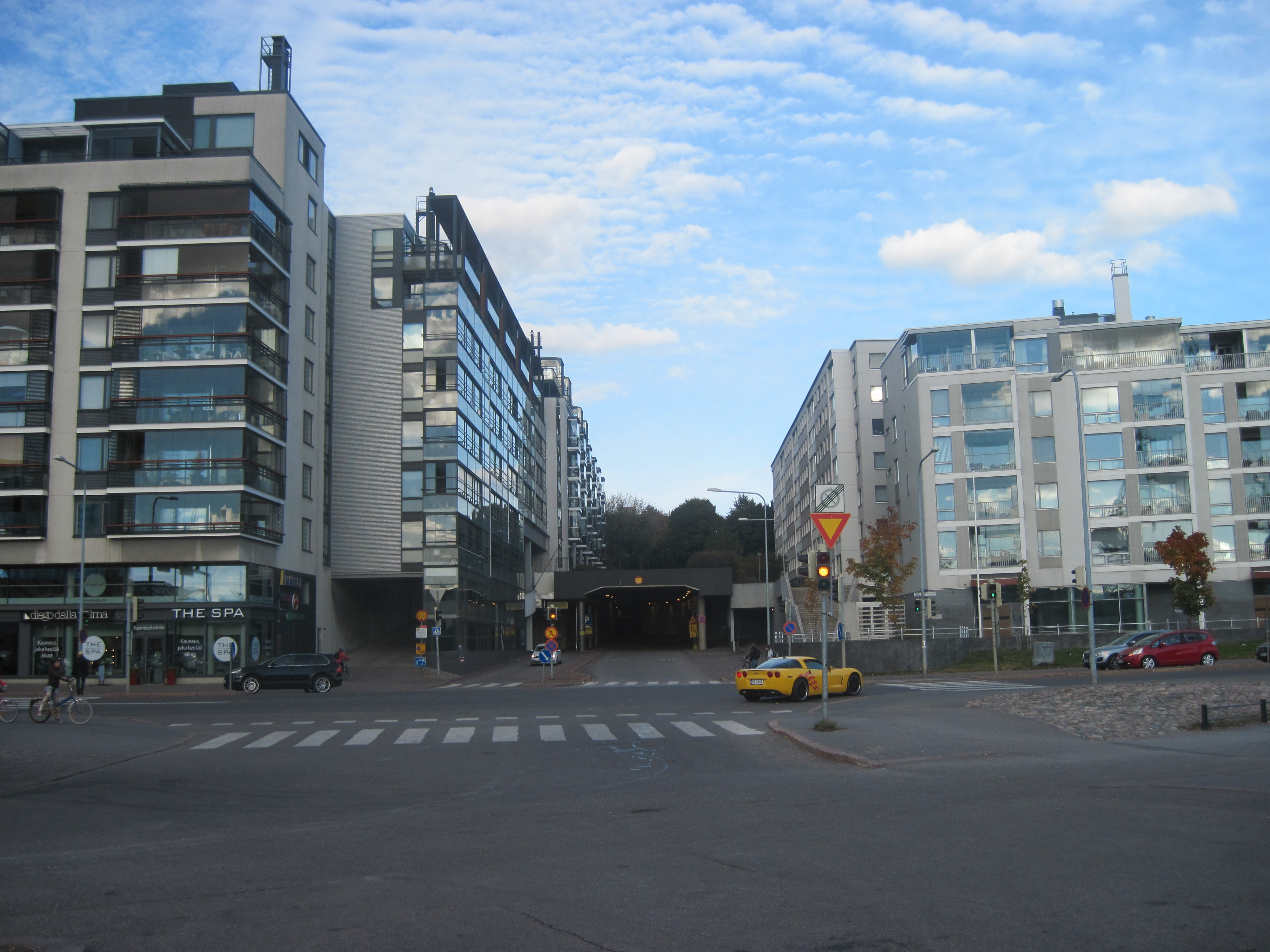
Mallaskatu vue de Hietalahdenranta.